# Спенсервилл

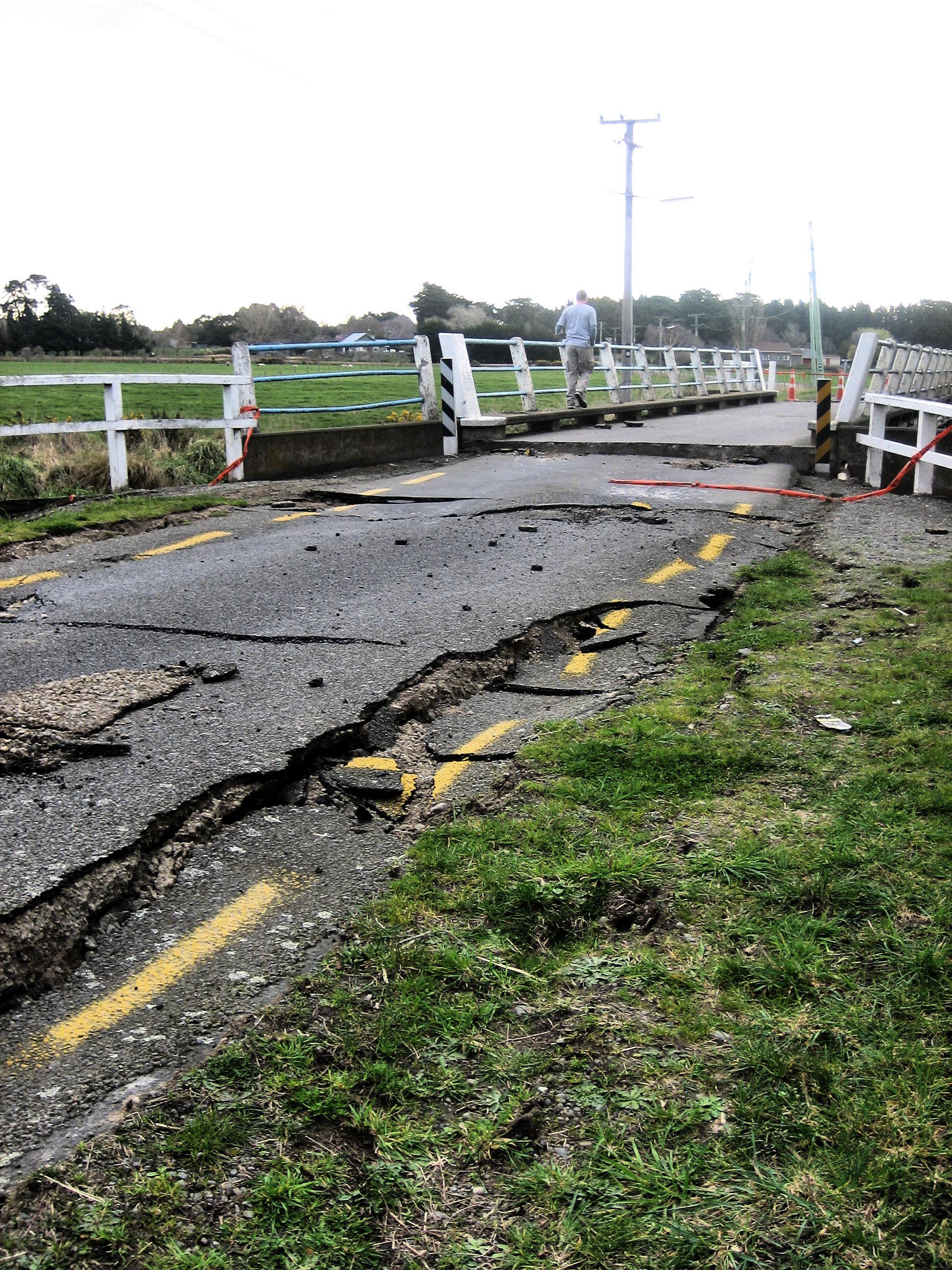
Повреждения на Спенсервиль-Роуд после землетрясения в Кентербери в 2010 году. Мост, пересекающий реку Нижний Стикс

Спенсервилл (англ. Spencerville) — небольшой город (англ. town) на восточном побережье Кентербери в Новой Зеландии, расположенный к северу от Крайстчерча. Считается одним из малых пригородов Крайстчерча, граничит с пригородом Бруклендс.
К городу примыкает лес Батл-Лейк. В самом Спенсервилле есть парк, площадью около 1 гектара, а также кемпинг, площадью 80 гектар. Эти зоны активного отдыха, водно-болотные угодья, а также находящийся неподалёку национальный парк с птицами и животными в естественной среде обитания, сделали Спенсервилл популярным среди туристов.
После землетрясения в Крайстчерче в 2011 году правительство Новой Зеландии классифицировало территорию Спенсервилля как земли технической категории. Это означает, что ремонтники, строители и застройщики в этом районе должны соблюдать более строгие строительные стандарты.
1 мая 2021 года открылась новая пожарная станция Спенсервилля, где разместилась Спенсервилльская добровольная бригада, объединившая бывшую пожарную службу Баттл-Лейк и бывшую бригаду Бруклендс.

## Демография
Спенсервилл считается сельским поселением и занимает площадь 0,34 км2. Он является частью более широкого статистического района Бруклендс — Спенсервилл.
По данным переписи населения Новой Зеландии 2018 года население Спенсервилла составляло 513 человек, увеличившись на 6 человек (1,2 %) по сравнению с данными переписи 2013 года и уменьшившись на 63 человека (-10,9 %) по сравнению с данными переписи 2006 года. В Спенсервилле насчитывалось 165 домохозяйств. Мужчин было 264, женщин — 255 человек, что даёт соотношение полов 1,04 мужчины на одну женщину. В Спенсервилле проживало 111 человек (21,6 %) в возрасте до 15 лет, 108 (21,1 %) в возрасте от 15 до 29 лет, 249 (48,5 %) в возрасте от 30 до 64 лет и 45 (8,8 %) в возрасте 65 лет и старше.
По этнической принадлежности 91,2 % жителей Спенсервилла были европейцами/пакеха, 13,5 % маори, 4,1 % австронезийцев, 4,1 % азиатов и 2,9 % других этнических групп (общее число превышает 100 %, так как люди могли идентифицировать себя с несколькими этническими группами). Хотя некоторые люди возражали против указания своей религии, 56,7 % респондентов не исповедовали никакой религии, 34,5 % были христианами, 0,6 % индуистами, 0,6 % буддистами и 2,3 % придерживались других религий.
Из тех, кому не менее 15 лет, 90 (22,4 %) человек имели степень бакалавра или выше, а 60 (14,9 %) человек не имели формальной квалификации. Статус занятости лиц в возрасте не менее 15 лет был следующим: 213 (53,0 %) человек были заняты полный рабочий день, 87 (21,6 %) — неполный рабочий день и 15 (3,7 %) — безработные.

### Статистический район Бруклендс — Спенсервилл
Статистический район Бруклендс — Спенсервилл, в который также входит Бруклендс, занимает площадь 7,25 км2. По предварительным оценкам, на июнь 2021 года его население составляло 750 человек, а плотность населения — 103 человека на км2.
По данным переписи населения 2018 года население района Бруклендс — Спенсервилл составляло 735 человек, уменьшившись на 399 человек (-35,2 %) по сравнению с данными переписи 2013 года и на 1011 человек (-57,9 %) по сравнению с переписью 2006 года. Насчитывалось 240 домохозяйств. Мужчин было 372, женщин — 366, что даёт соотношение полов 1,02 мужчины на одну женщину. Средний возраст составлял 39,7 лет (по сравнению с 37,4 годами по стране), 144 человека (19,6 %) в возрасте до 15 лет, 156 (21,2 %) в возрасте от 15 до 29 лет, 369 (50,2 %) в возрасте от 30 до 64 лет и 66 (9,0 %) в возрасте 65 лет и старше.
По этнической принадлежности в районе проживало: 89,4 % европейцев/пакеха, 11,8 % маори, 2,9 % австронезийцев, 5,3 % азиатов и 2,4 % других этнических групп. Доля людей, родившихся за границей, составила 19,6 %, по сравнению с 27,1 % по стране. Хотя некоторые люди отказались назвать свою религию, 55,9 % опрошенных не исповедовали никакой религии, 32,2 % были христианами, 0,4 % — индуистами, 0,4 % — буддистами и 1,6 % исповедовали другие религии.
Из тех, кому было не менее 15 лет, 111 (18,8 %) человек имели степень бакалавра или выше, а 99 (16,8 %) человек не имели формальной квалификации. Средний доход составлял $36 000, по сравнению с $31 800 по стране. Статус занятости лиц, достигших 15 лет, был следующим: 315 (53,3 %) человек были заняты полный рабочий день, 129 (21,8 %) — неполный рабочий день и 18 (3,0 %) — безработные.